# Přepeře (Liberec)
Přepeře é uma comuna checa localizada na região de Liberec, distrito de Semily.